# 陸軍中野予備校
『陸軍中野予備校』（りくぐんなかのよびこう）は、安永航一郎による漫画作品。
週刊少年漫画雑誌『週刊少年サンデー』（小学館）に1985年42号から1986年52号まで連載され、連載終了後に読み切り2本（週刊少年サンデー増刊号1991年10月号、11月号掲載）が描かれた。単行本は少年サンデーコミックス（小学館）より全6巻が刊行されている。
「陸軍中野予備校」出身の主人公、酢堂大雑が、先輩の有川雄妻らの助けを借りて、世界の政治・経済の掌握（＝合法的な世界征服）を狙う秘密国家「南蛮帝国」の手下ゲゲーベン一味と、しょうもないバトルを繰り広げるギャグ漫画である。

## あらすじ
酢堂大雑が上京
昭和19年（1944年）、陸軍中野学校生の質を向上させるべく酢堂綱正少将が「陸軍中野予備校」を設立した。「陸軍中野学校」は戦争終結と共に消滅するが、予備校だけは現在まで存続している。そこでは、諜報活動に必要な様々な特殊技能の訓練が行われており、「不眠」、「心拍停止」、「骨格変形による変装」、「超人的格闘術」といった常軌を逸した技能を習得させる。須藤少将の孫の大雑は「陸軍中野予備校」から進学すべく、愛犬のコバヤシ丸と一緒に東京の旗本家にやってきたが、「陸軍中野学校」が無くなったことを知り大落胆するものの、すぐに気持ちを切り替えて旗本家に居候する。
南蛮帝国との戦いが始まる
大雑は骨格変形により完璧な美少女に扮装し、旗本家で騒動を引き起こす。大雑は必要書類をすべて偽造し、枕返高校1年生に転入する。有川雄妻は大雑が「陸軍中野予備校」の後輩であることを確認し、秘密国家「南蛮帝国」との戦いに引き込む。二人の存在を知った貿易商ゲゲーベンは、体育教師の尾崎彦吉や鉄拳ジョージを送り込むが失敗に終わる。ゲゲーベンの娘のバゾクは特殊な催眠術でたけしの体を乗っ取り、大雑を毒殺しようとするが、逆に自分の体を乗っ取られて、ご町内の皆様の前でたけしとバゾクの「ストリップ対決」に持ち込まれ、あえなく敗北する。
家電三人衆登場
ゲゲーベンは次に家電三人衆を大雑のクラスに送り込む。大雑があっさり倒され、駆けつけた雄妻は水斑蛇が姉であることを知る。三人衆は「陸軍中野予備校」の出身者であり、十数年前に予備校で反乱を起こし逃亡している。三人衆の策略で雄妻、大雑、バゾクの三人はコメ倉庫で古古米に埋もれかけ、玉金坊の登場で難を逃れる。その最中に水斑蛇が「中野予備校」を追われたつまらない原因が明らかになり、家電三人衆は中野予備校に戻る。
ナンヤネン登場
ゲゲーベンはバゾクの教官であったナンヤネンを送り込む。ナンヤネンはバゾクに有川の毒殺をもちかける。義理と人情の板挟みに困り果てたバゾクが家主である有川に相談し、有川は毒殺死を偽装する。バゾクにとどめとして杭を打つことを強要するナンヤネンを有川は不意打ちで倒し、袋詰めにしてごみ集積所に遺棄する。しかし、ナンヤネンの残した異臭にマンションの住人から苦情が殺到し、二人は旗本家に夜逃げする。
バニー・キャラハン登場
黒い犬・マーキュリーを連れたバニー・キャラハンがゲゲーベンの監査にやってくる。バニーと雄妻の対決となり、バニーの足技の前に雄妻は惨敗する。戻ってきた雄妻の制服には火を押し当てた跡や感電の跡が残されている。大雑もバニーの足技に完膚なきまでに痛めつけられるが、桜井から「ジェネシス軟膏」と「超速効白癬菌スプレー」という切り札を授けられ、リベンジマッチで勝利する。
当初の話はどこに
その後の物語は「陸軍中野予備校」と「南蛮帝国」との戦いというテーマを逸脱し、キャラクターに依存した単発的なサイドステーリーのようになる。連載の最終回はゲゲーベンが高校生に扮装して登場する。旗本家で大雑とゲゲーベンは乱闘になり、家を半壊させ、藤乃のずいぶんちらかしたのねえという「吞気なかーさん」発言で終了する。

## 登場人物
酢堂 大雑（すどう だいぞう）
本作の主人公。「陸軍中野予備校」創設者・酢堂綱正少将の孫で、予備校から「中野学校」進学のため上京し、「中野学校」など既に存在しないと知らされ、旗本家に居候する。
コバヤシ丸（コバヤシまる）
大雑の愛犬。大雑と一緒に上京し旗本家に居候する。大雑以外の人から与えられた食料は毒味するよう訓練されている。2桁のかけ算、連立方程式ができる。
有川 雄妻（ありかわ おづま）
「中野予備校」出身者で大雑の一年先輩。枕返高校生徒会総務部長であり、成績優秀・品行方正で人望に厚く、生徒会を実質的に仕切っている。
旗本 たけし（はたもと たけし）
旗本家の長女で枕返高校の生徒。大雑と関わったせいでご近所さんたちの前でストリップするハメになる。大雑に好意をもっているが、素直になれない。
バゾク・ゲゲーベン
ゲゲーベンの実の娘で金髪のポニーテールの美少女。「究極の工作員」にするため幼少の頃から訓練を受ける。
酢堂 綱正（すどう つなまさ）
大雑と玉金の祖父で中野予備校創設者。
桜井（さくらい）
中野予備校出身者で有川とは同期。常に大怪我を負って入院しており、完治してもすぐ何かの拍子に大怪我を負わされ、大抵の怪我は常人の10倍近いスピードで完治している。
玉金坊（たまきんぼう）
大雑の兄で本名は酢堂玉金。年齢は30過ぎ。「中野予備校」出身者で家電三人衆とは同期でもある。仏法に従う僧侶でありながら、煩悩の塊で、中学生のバゾク相手でもセクハラをしかける。誕生日は弟の大雑と一緒で元旦。命名も食べ物の名前から取られたことも一緒。
水斑蛇（すいはんじゃ）
帝国陸軍関係者抹殺のためにゲゲーベンに雇われた家電三人衆の一人。有川の実の姉で本名は有川水斑。
仙拓鬼（せんたくき）
家電三人衆の一人。常に眼帯を着けているが失明している訳ではなく（右目が近視・左目が遠視）、行動によって着け換えているだけ。
嶺僧虎（れいぞうこ）
家電三人衆の一人。常に無言だが友情に厚いらしい。ななみに好意を持たれていた。
ゲゲーベン
秘密国家「南蛮帝国」の先兵でオストワルド貿易の駐日支配人。性格は冷静沈着で、自分たちの活動を嗅ぎ回る大雑に対しては次々と刺客を送り込む。
尾崎 彦吉（おざき ひこきち）
枕返高校の体育教師で実体は南蛮帝国の構成員。肉体派であり、特技は肺の酸素を残らず吸い尽くして失神させる荒技。
鉄拳ジョージ
ゲゲーベンに雇われたボクサーくずれの風来坊。大雑に自慢のパンチを見切られた挙句、古典的な罠に引っかかり敗北し、任務遂行を諦めて修行の旅に出る。
ミスター・ナンヤネン
「南蛮帝国」諜報部員養成所の教官。強烈な体臭の持ち主で必殺技は強烈なワキガで、戦場では多くのゲリラの命を奪っている。
バニー・キャラハン
「南蛮帝国」本部から新たに日本へ派遣された監査役で戦闘力では劇中最強キャラクター。高速で繰り出される蹴りは有川や大雑を敗北させる。
マーキュリー
バニーの愛犬。英国王室犬の血統を持ち、コバヤシ丸よりも頭が良く、微積分が使える。
旗本 鯛窟（はたもと たいくつ）
旗本家の家長。終戦のどさくさで軍用地に勝手に家を建て、家族に対しては先祖代々の土地だと嘘をついていた。
旗本 藤乃（はたもと ふじの）
旗本家の主婦。たけしと健太郎の母。いわゆるのんきな母さんであり、居候を三人住まわせる。
旗本 健太郎（はたもと けんたろう）
旗本家の長男でたけしの兄。眼鏡に天然パーマが特徴。初回から一七条拳法の実験台となって骨折し、たけしに変装した大雑に寝床に忍び込まれ、騒動に巻き込まれる。
ななみ
たけしと同級の友人。天然ボケで全く人を疑うことを知らない。趣味は田舎の祖父母に手紙を出すことだが、必ず後に起こる騒動の前触れになる。

## 書誌情報
- 安永航一郞『陸軍中野予備校』小学館〈少年サンデーコミックス〉、全6巻[1][2]。
  1. ISBN 4-09-121431-2、1986年3月18日発売、週刊少年サンデー1985年42号 - 51号連載
  2. ISBN 4-09-121432-0、1986年6月18日発売、1985年52号 - 1986年12号連載
  3. ISBN 4-09-121433-9、1986年8月13日発売、1986年13号 - 23号連載
  4. ISBN 4-09-121434-7、1988年1月18日発売、1986年24号 - 34号連載
  5. ISBN 4-09-121435-5、1988年7月18日発売、1986年35号 - 45号連載
  6. ISBN 4-09-121436-3、1992年3月18日発売、1986年46号 - 52号連載、週刊少年サンデー増刊号1991年10月号、11月号掲載

第5巻の発売後、最終巻（第6巻）が出るまでに4年間近くもかかった。主な原因は、連載の完結時に第6巻のことを想定に入れておらず、ページ数が足りない状態になってしまい、少年サンデー増刊号に番外編的な読み切りを2本収録することでページ数を貯め、刊行にこぎつけた。